# Pisania hedleyi
Pisania hedleyi is een slakkensoort uit de familie van de Buccinidae. De wetenschappelijke naam van de soort is voor het eerst geldig gepubliceerd in 1912 door Tom Iredale als Jeannea hedleyi. Deze geslachtsnaam is een eerbetoon aan zijn minnares Jeanne Davis, de soortnaam vernoemt de malacoloog Charles Hedley.